# 盧迥
盧迥（？—1402年），字士恭，浙江台州府仙居縣人，明朝政治人物。

## 生平
盧迥出身為太學士，其為人爽朗，不拘細行，喜愛飲酒，酒後高歌，人稱“迥狂”。及仕，折節恭慎。建文三年（1401年）升戶部侍郎，建文四年（1402年）燕王朱棣攻入南京後，盧迥不屈，被縛就刑，長謳而亡。台州府人把其列入八忠祠祭祀。清朝追諡節愍。